# Torna az 1936. évi nyári olimpiai játékokon
Az 1936. évi nyári olimpiai játékokon a tornában kilenc versenyszámban osztottak érmeket. Újra megrendezték a női csapatversenyt, a férfi számok közül kimaradt az akrobatikus ugrás, buzogány és függeszkedés.

## Férfi

### Éremtáblázat
A táblázatban a rendező ország csapata eltérő háttérszínnel, az egyes számoszlopok legmagasabb értéke, vagy értékei vastagítással kiemelve.
| Az 1936. évi nyári olimpiai játékok éremtáblázata férfi tornában | Az 1936. évi nyári olimpiai játékok éremtáblázata férfi tornában | Az 1936. évi nyári olimpiai játékok éremtáblázata férfi tornában | Az 1936. évi nyári olimpiai játékok éremtáblázata férfi tornában | Az 1936. évi nyári olimpiai játékok éremtáblázata férfi tornában | Olimpia  |
| ---------------------------------------------------------------- | ---------------------------------------------------------------- | ---------------------------------------------------------------- | ---------------------------------------------------------------- | ---------------------------------------------------------------- | -------- |
|                                                                  | Ország                                                           | Arany                                                            | Ezüst                                                            | Bronz                                                            | Összesen |
| 1.                                                               | Németország (GER)                                                | 5                                                                | 1                                                                | 6                                                                | 12       |
| 2.                                                               | Svájc (SUI)                                                      | 1                                                                | 6                                                                | 2                                                                | 9        |
| 3.                                                               | Finnország (FIN)                                                 | 1                                                                | 0                                                                | 1                                                                | 2        |
| 4.                                                               | Csehszlovákia (TCH)                                              | 1                                                                | 0                                                                | 0                                                                | 1        |
|                                                                  |                                                                  |                                                                  |                                                                  |                                                                  |          |
| 5.                                                               | Jugoszlávia (YUG)                                                | 0                                                                | 1                                                                | 0                                                                | 1        |
|                                                                  |                                                                  |                                                                  |                                                                  |                                                                  |          |
| Összesen                                                         | Összesen                                                         | 8                                                                | 8                                                                | 9                                                                | 25       |

### Érmesek
A táblázatban a rendező ország csapata eltérő háttérszínnel, az egyes számoszlopok legmagasabb értéke, vagy értékei vastagítással kiemelve.
| Az 1936. évi nyári olimpiai játékok érmesei férfi tornában | | | |
| Versenyszám                                                | Arany | Ezüst | Bronz |
| Gyűrű                                                      | Alois Hudec · Csehszlovákia (TCH) · 19,433 | Leon Štukelj · Jugoszlávia (YUG) · 18,867 | Matthias Volz · Németország (GER) · 18,667 |
| Korlát                                                     | Konrad Frey · Németország (GER) · 19,067 | Michael Reusch · Svájc (SUI) · 19,034 | Alfred Schwarzmann · Németország (GER) · 18,967 |
| Lólengés                                                   | Konrad Frey · Németország (GER) · 19,333 | Eugen Mack · Svájc (SUI) · 19,167 | Albert Bachmann · Svájc (SUI) · 19,067 |
| Nyújtó                                                     | Aleksanteri Saarvala · Finnország (FIN) · 19,367 | Konrad Frey · Németország (GER) · 19,267 | Alfred Schwarzmann · Németország (GER) · 19,233 |
| Talaj                                                      | Georges Miez · Svájc (SUI) · 18,666 | Josef Walter · Svájc (SUI) · 18,500 | Konrad Frey · Németország (GER) · 18,466 |
| Talaj                                                      | Georges Miez · Svájc (SUI) · 18,666 | Josef Walter · Svájc (SUI) · 18,500 | Eugen Mack · Svájc (SUI) · 18,466 |
| Ugrás                                                      | Alfred Schwarzmann · Németország (GER) · 19,200 | Eugen Mack · Svájc (SUI) · 18,967 | Matthias Volz · Németország (GER) · 18,467 |
| Összetett egyéni                                           | Alfred Schwarzmann · Németország (GER) · 113,100 | Eugen Mack · Svájc (SUI) · 112,234 | Konrad Frey · Németország (GER) · 111,532 |
| Összetett csapat                                           | Németország (GER) · Franz Beckert · Konrad Frey · Alfred Schwarzmann · Willi Stadel · Innozenz Stangl · Walter Steffens · Matthias Volz · Ernst Winter · 657,430 | Svájc (SUI) · Walter Bach · Albert Bachmann · Walter Beck · Eugen Mack · Georges Miez · Michael Reusch · Eduard Steinemann · Josef Walter · 654,802 | Finnország (FIN) · Mauri Nyberg-Noroma · Ilmari Pakarinen · Aleksanteri Saarvala · Heikki Savolainen · Esa Seeste · Einari Teräsvirta · Eino Tukiainen · Martti Uosikkinen · 638,468 |

## Női

### Éremtáblázat
A táblázatban a rendező ország csapata eltérő háttérszínnel, az egyes számoszlopok legmagasabb értéke vagy értékei vastagítással kiemelve.
| Az 1936. évi nyári olimpiai játékok éremtáblázata női tornában | Az 1936. évi nyári olimpiai játékok éremtáblázata női tornában | Az 1936. évi nyári olimpiai játékok éremtáblázata női tornában | Az 1936. évi nyári olimpiai játékok éremtáblázata női tornában | Az 1936. évi nyári olimpiai játékok éremtáblázata női tornában | Olimpia  |
| -------------------------------------------------------------- | -------------------------------------------------------------- | -------------------------------------------------------------- | -------------------------------------------------------------- | -------------------------------------------------------------- | -------- |
|                                                                | Ország                                                         | Arany                                                          | Ezüst                                                          | Bronz                                                          | Összesen |
| 1.                                                             | Németország (GER)                                              | 1                                                              | 0                                                              | 0                                                              | 1        |
|                                                                |                                                                |                                                                |                                                                |                                                                |          |
| 2.                                                             | Csehszlovákia (TCH)                                            | 0                                                              | 1                                                              | 0                                                              | 1        |
|                                                                |                                                                |                                                                |                                                                |                                                                |          |
| 3.                                                             | Magyarország (HUN)                                             | 0                                                              | 0                                                              | 1                                                              | 1        |
|                                                                |                                                                |                                                                |                                                                |                                                                |          |
| Összesen                                                       | Összesen                                                       | 1                                                              | 1                                                              | 1                                                              | 3        |

### Érmesek
A táblázatban a rendező ország versenyzői eltérő háttérszínnel kiemelve.
| Az 1936. évi nyári olimpiai játékok érmesei női tornában | | | |
| Versenyszám                                              | Arany | Ezüst | Bronz |
| Összetett csapat                                         | Németország (GER) · Anita Bärwirth · Erna Bürger · Isolde Frölian · Friedl Iby · Gertrud Meyer · Paula Pöhlsen · Julie Schmitt · Käthe Sohnemann · 506,50 | Csehszlovákia (TCH) · Jaroslava Bajerová · Vlasta Děkanová · Božena Dobešová · Vlasta Foltová · Anna Hřebřinová · Matilda Pálfyová · Zdeňka Veřmiřovská · Marie Větrovská · 503,60 | Magyarország (HUN) · Csillik Margit · Kalocsai Margit · Madary Ilona · Mészáros Gabriella · Nagy Margit · Tóth Judit · Törös Olga · Voit Eszter · 499,00 |